# Chiesa di Santa Maria del Paradiso
La chiesa di Santa Maria del Paradiso è un luogo di culto cattolico che sorge nel quartiere di Veronetta a Verona; fa parte della omonima diocesi.

## Storia
I Servi di Maria dell'Osservanza dal 1480 al 1515 risiedettero poco fuori dalle mura cittadine, vicino porta Vescovo, nella chiesetta dedicata a Sant'Apollinare della Peccana che tuttavia venne soppressa nel 1517 dalla repubblica di Venezia. Una nuova chiesa venne quindi da loro promossa ed edificata nel quartiere di Veronetta e infine consacrata il 22 aprile 1519 dal cardinale Marco Corner. Vista la mancanza di fondi consistenti i Servi di Maria si accontentarono di far costruire l'essenziale per l'apertura al culto dell'edificio, rimandando a tempi successivi il completamento dell'opera.
Alcuni lavori si effettuarono così a fine secolo, altri alla conclusione della peste del 1630, durante la quale la chiesa divenne uno dei luoghi di devozione da parte dei credenti che vi si rivolgevano nel tentativo di far concludere la pestilenza, e infine altri lavori ancora il secolo successivo, quando tra il 1750 e il 1754 vennero realizzate cinque cappelle laterali e l'altare maggiore.
Sul finire del Settecento, tuttavia, i Servi di Maria furono costretti a lasciare chiesa e convento in quanto demaniati dalla repubblica Veneta, che aveva abolito tutti i conventi con meno di dodici religiosi. Nel 1782 il complesso passò quindi ai Gerosolimitani, che vi trasferirono la parrocchia dalla sfortunata chiesa di San Vitale, spesso soggetta alle esondazioni dell'Adige. Essi terminarono alcuni lavori, tra cui la balaustra, i confessionali e il fonte battesimale. Nel 1807 l'ordine dei Gerosolimitani venne sciolto e la chiesa declassata a oratorio per mezzo di un decreto napoleonico. Durante la dominazione francese vennero inoltre qui trasferite cinque statue provenienti dalla chiesa di San Francesco di Paola.
Nel 1842 presero possesso della chiesa e del convento i Camilliani, invitati dal vescovo Giovanni Pietro Aurelio Mutti: a essi si deve, sul finire del secolo, la fondazione di un prezioso reliquiario, l'ultimazione della facciata e della pavimentazione in marmo rosso di Verona. Infine, nel 1927, la vecchia sacrestia venne trasformata in «sanctorum reliquiis», spazio espositivo delle reliquie che essi avevano raccolto e classificato nel corso degli anni.

## Descrizione

### Esterno
La facciata della chiesa, in stile neoclassico, trova il suo riferimento nell'archetipo del tempio classico. Essa è caratterizzata da un'alta zoccolatura inferiore su cui si impostano quattro paraste di ordine pseudo-composito, che suddividono il prospetto in tre fasce: in quella centrale si trova il portale d'ingresso sormontato dallo stemma dell'ordine camilliano, mentre nelle due laterali si trovano quadroni in rilievo e due nicchie entro le quali furono situate di opere di Salesio Pegrassi, le statue di San Camillo e San Vitale. Il tutto è sormontato da una trabeazione fortemente aggettante su cui si imposta il timpano con al centro una croce gerosolimitana e con degli acroteri rappresentati da statue di San Zeno, dell'Assunta e di San Matrone, opere di Vittorio Bragantini.
Il campanile, alto una trentina di metri, è stato costruito nel 1558 e modificato nel XVII secolo, ed è contraddistinto da una cella campanaria con monofore dotate di balaustre a colonnine e lesene angolari, mentre la copertura è a quattro falde. Il concerto di sei bronzi risale alla fine del XIX secolo, quando furono realizzate per un'esposizione di arte sacra che si tenne a Torino, e per questo sono riccamente decorate.

### Interno
L'impianto planimetrico della chiesa è longitudinale ad aula a navata unica, terminante con il presbiterio cui si accede tramite una settecentesca balaustra e in cui si trova l'altare maggiore, alle spalle del quale si trova un piccolo coro. Sulle pareti, scandite da lesene, si trovano quattro altari per lato, inframezzati da nicchie entro cui si trovano delle statue di Santi, opere barocheggianti dello scultore Marinali, conosciuto per aver seguito da vicino l'evoluzione artistica di Gian Lorenzo Bernini.
Gli altari di sinistra, partendo dall'ingresso, sono: quello dedicato alla Madonna delle Grazie; il secondo in stile barocco firmato e datato «ARTE DE CALIARI 1705», che presenta una pregevole pala di Antonio Balestra raffigurante la Madonna col Bambino e Santi; l'altare dedicato a San Camillo; infine l'ultimo, barocco, dedicato alle Anime del Purgatorio, che accoglie un dipinto opera di Orazio Farinati, figlio del più famoso Paolo, raffigurante Le anime del purgatorio, la Santissima Trinità, la Vergine e un papa. Gli altari di destra, sempre partendo dall'ingresso, sono: l'altare più recente della chiesa, realizzato nel 1954; uno dedicato alla Madonna di Lourdes, detto anche della "Madonna trionfante"; quello dell'Addolorata, dove è presente una serie di pregevoli sculture lignee raffiguranti San Camillo, la Madonna e il Crocifisso, quest'ultimo del XVI secolo; infine l'ultimo altare, dedicato al veronese San Metrone, realizzato nei primi anni del Seicento (ma più volte ristrutturato) per collocarvi l'urna del santo e la pala dipinta da Liberale da Verona.
L'arco trionfale di accesso al presbiterio è caratterizzato da due nicchie sulle imposte in cui sono state situate le statue di San Vitale e di San Giovanni Battista, realizzate nel 1784 da Diomiro Cignaroli. Subito dopo l'altare maggiore si trovano i sepolcri di Ludovico Moscardo e di Bartolomeo Dal Pozzo, studiosi e storici veronesi, mentre al centro del coro si trova la pala raffigurante l'Assunta, dipinta nel 1565 dal già citato Farinati.
Tra il terzo e il quarto altare è presente il passaggio che conduce all'elemento più interessante della chiesa, il «Sanctorum reliquiis». Si tratta di un reliquiario aperto dai padri camilliani, che quando entrarono nella chiesa erano già in possesso di un certo numero di reliquie di Santi, alcune delle quali di notevole importanza, che nel tempo proseguirono alla ricerca e classificazione di numerose reliquie ereditate da altri enti religiosi di Verona. Oltre a migliaia di reliquie raccolte si trovano anche alcuni pregevoli lavori di oreficeria.